# Codex Montpellier (Musikhandschrift)

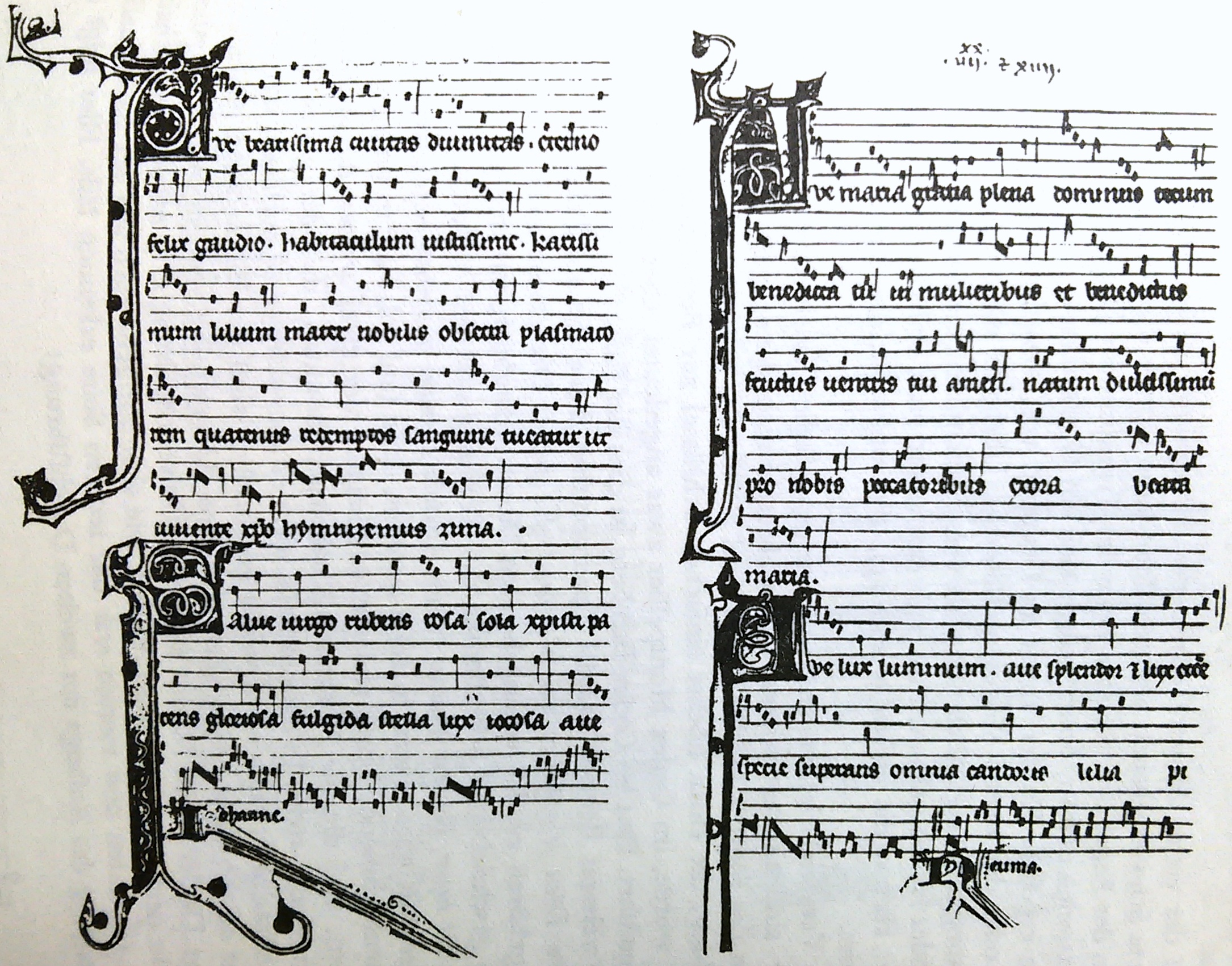
Codex Montpellier

Der Codex Montpellier (auch Mo) ist eine Musikhandschrift der Bibliothèque Interuniversitaire de Médecine in Montpellier mit der Signatur H196. Sie ist eine der wichtigsten Quellen für die frühe Motette.

## Beschreibung
Ein erster Teil von fol. 1–269 entstand ca. 1280, ein zweiter Teil (fol. 270–333) am Ende des 13. Jahrhunderts. Weitere Stücke wurden auf fol. 334–345 und 346–349 zu Beginn des 14. Jahrhunderts nachgetragen. Es wird angenommen, dass die Handschrift ursprünglich aus Paris stammt. Die Stücke sind in prä-frankonischer und frankonischer Mensuralnotation aufgezeichnet. Es gibt einige illuminierte Initialen, und auf diesen Seiten meist auch Randzeichnungen, die entweder Tiere oder aber Menschen bei Freizeitbetätigungen zeigen.
Der Codex Montpellier ist die umfangreichste erhaltene Mottetenhandschrift dieser Zeit. Er enthält 328 Kompositionen, überwiegend Motetten, nur 11 Kompositionen gehören anderen Gattungen an (Conductus- und Organum-Kompositionen im Stile der Notre-Dame-Schule). Bei den Motetten überwiegen die zwei- und dreistimmigen Stücke, ein Teil der Handschrift enthält aber auch vierstimmige Motetten. Es gibt einerseits Motetten mit geistlicher Thematik, etwa das bekannte Stück „Alle psallite cum luya“; besonders zahlreich sind darunter solche, in denen es um Maria geht. Andererseits gibt es aber auch zahlreiche Motetten mit weltlichen Themen – etwa die Motette „On parole“ / „A Paris“ / „Frese nouvelle“, in der es um Wein und frische Erdbeeren geht.
Die Handschrift zeigt eine planmäßige Anlage, in der die Stücke nach Gattung, Stimmenzahl und Sprache der Oberstimmen geordnet gesammelt wurden:
- Teil 1 (fol. 1–22): Organa und Conductus;
- Teil 2 (fol. 23–62): Vierstimmige Motetten;
- Teil 3 (fol. 63–86): Dreistimmige Motetten, Texte in der Triplum-Stimme französisch, in der Motetus-Stimme lateinisch;
- Teil 4 (fol. 87–110): Dreistimmige Motetten, Triplum- und Motetus-Stimme lateinisch;
- Teil 5 (fol. 111–230): Dreistimmige Motetten, Triplum- und Motetus-Stimme französisch;
- Teil 6 (fol. 231–269): Zweistimmige Motetten;
- Teil 7 (fol. 270–349) und 8 (fol. 350–397): Dreistimmige Motetten, teilweise im Stil von Petrus de Cruce.